# Unione Sportiva Pro Vercelli 2007-2008
Questa pagina raccoglie le informazioni riguardanti l'Unione Sportiva Pro Vercelli nelle competizioni ufficiali della stagione 2007-2008.

## Divise e sponsor
| 1ª divisa | 2ª divisa |

## Rosa
| N. |                    | Ruolo | Calciatore           |
| -- | ------------------ | ----- | -------------------- |
|    | Italia (bandiera)  | C     | Matteo Ambrosoni     |
|    | Italia (bandiera)  | A     | Alessandro Andreini  |
|    | Italia (bandiera)  | C     | Enrico Antonioni     |
|    | Italia (bandiera)  | D     | Roberto Bandirali    |
|    | Italia (bandiera)  | D     | Alessandro Canino    |
|    | Italia (bandiera)  | D     | Massimo Carrera      |
|    | Italia (bandiera)  | P     | Michele Castagnone   |
|    | Italia (bandiera)  | C     | Marco Didu           |
|    | Italia (bandiera)  | C     | Lorenzo Di Loreto    |
|    | Nigeria (bandiera) | A     | Edirin Morgan Egbedi |
|    | Italia (bandiera)  | D     | Paolo Gobba          |

| N. |                   | Ruolo | Calciatore          |
| -- | ----------------- | ----- | ------------------- |
|    | Italia (bandiera) | D     | Claudio Labriola    |
|    | Italia (bandiera) | A     | Gianluca Lapadula   |
|    | Italia (bandiera) | C     | Michele Magrin      |
|    | Italia (bandiera) | P     | Enrico Malatesta    |
|    | Italia (bandiera) | D     | Matteo Mariani      |
|    | Italia (bandiera) | A     | Stefano Pietribiasi |
|    | Italia (bandiera) | D     | Fabio Pilleri       |
|    | Italia (bandiera) | C     | Gianluca Rolandone  |
|    | Italia (bandiera) | C     | Stefano Rondinella  |
|    | Italia (bandiera) | C     | Davide Tedoldi      |
|    | Italia (bandiera) | A     | Daniele Vasoio      |